# Гуалта
Гуа́лта (кат. Gualta, вимова літературною каталанською ['gwałtə]) — муніципалітет, розташований в Автономній області Каталонія, в Іспанії. Код муніципалітету за номенклатурою Інституту статистики Каталонії — 170813. Знаходиться у районі (кумарці) Баш-Ампурда (коди району — 10 та BM) провінції Жирона, згідно з новою адміністративною реформою перебуватиме у складі Баґарії (округи) Жирона.

## Назва муніципалітету
Назва муніципалітету походить від лат. aqua alta — «висока вода».

## Населення
Населення міста (у 2007 р.) становить 349 осіб (з них менше 14 років — 14,6 %, від 15 до 64 — 67 %, понад 65 років — 18,3 %). У 2006 р. народжуваність склала 3 особи, смертність — 2 особи, зареєстровано 0 шлюбів. У 2001 р. активне населення становило 158 осіб, з них безробітних — 7 осіб.
Серед осіб, які проживали на території міста у 2001 р., 246 народилися в Каталонії (з них 171 особа у тому самому районі, або кумарці), 25 осіб приїхало з інших областей Іспанії, а 40 осіб приїхало з-за кордону.
Вищу освіту має 9,7 % усього населення.
У 2001 р. нараховувалося 104 домогосподарства (з них 22,1 % складалися з однієї особи, 25 % з двох осіб,19,2 % з 3 осіб, 16,3 % з 4 осіб, 9,6 % з 5 осіб, 3,8 % з 6 осіб, 1 % з 7 осіб, 1 % з 8 осіб і 1,9 % з 9 і більше осіб).
Активне населення міста у 2001 р. працювало у таких сферах діяльності: у сільському господарстві — 21,9 %, у промисловості — 15,2 %, на будівництві — 15,2 % і у сфері обслуговування — 47,7 %.
У муніципалітеті або у власному районі (кумарці) працює 145 осіб, поза районом — 83 особи.

### Безробіття
У 2007 р. нараховувалося 8 безробітних (у 2006 р. — 7 безробітних), з них чоловіки становили 62,5 %, а жінки — 37,5 %.

## Економіка

### Підприємства міста

#### Промислові підприємства
| \| Промислові підприємства міста, за сферою діяльності \| Промислові підприємства міста, за сферою діяльності \| Промислові підприємства міста, за сферою діяльності \| \| Рік \| 2002 р. \| 2001 р. \| \| --------------------------------------------------- \| --------------------------------------------------- \| --------------------------------------------------- \| \| Енергетичні та водні ресурси \| 50 % \| 50 % \| \| Хімія та метали \| 0 % \| 0 % \| \| Переробка металів \| 50 % \| 50 % \| \| Продукти харчування \| 0 % \| 0 % \| \| Текстиль \| 0 % \| 0 % \| \| Виробництво меблів, видання \| 0 % \| 0 % \| \| Інше \| 0 % \| 0 % \| \| Усього підприємств \| 2 \| 2 \| |         |         |
| Промислові підприємства міста, за сферою діяльності |         |         |
| Рік | 2002 р. | 2001 р. |
| Енергетичні та водні ресурси | 50 %    | 50 %    |
| Хімія та метали | 0 %     | 0 %     |
| Переробка металів | 50 %    | 50 %    |
| Продукти харчування | 0 %     | 0 %     |
| Текстиль | 0 %     | 0 %     |
| Виробництво меблів, видання | 0 %     | 0 %     |
| Інше | 0 %     | 0 %     |
| Усього підприємств | 2       | 2       |

#### Роздрібна торгівля
| \| Підприємства роздрібної торгівлі міста, за сферою діяльності \| Підприємства роздрібної торгівлі міста, за сферою діяльності \| Підприємства роздрібної торгівлі міста, за сферою діяльності \| \| Рік \| 2002 р. \| 2001 р. \| \| ------------------------------------------------------------ \| ------------------------------------------------------------ \| ------------------------------------------------------------ \| \| Продукти харчування \| 25 % \| 25 % \| \| Одяг та взуття \| 0 % \| 0 % \| \| Товари для дому \| 0 % \| 0 % \| \| Книги та періодичні видання \| 0 % \| 0 % \| \| Промислова хімічна продукція \| 12,5 % \| 12,5 % \| \| Продукція, пов'язана з транспортними засобами \| 25 % \| 25 % \| \| Інше \| 37,5 % \| 37,5 % \| \| Усього підприємств \| 8 \| 8 \| |         |         |
| Підприємства роздрібної торгівлі міста, за сферою діяльності |         |         |
| Рік | 2002 р. | 2001 р. |
| Продукти харчування | 25 %    | 25 %    |
| Одяг та взуття | 0 %     | 0 %     |
| Товари для дому | 0 %     | 0 %     |
| Книги та періодичні видання | 0 %     | 0 %     |
| Промислова хімічна продукція | 12,5 %  | 12,5 %  |
| Продукція, пов'язана з транспортними засобами | 25 %    | 25 %    |
| Інше | 37,5 %  | 37,5 %  |
| Усього підприємств | 8       | 8       |

#### Сфера послуг
| \| Підприємства міста, що працюють у сфері послуг, за діяльністю \| Підприємства міста, що працюють у сфері послуг, за діяльністю \| Підприємства міста, що працюють у сфері послуг, за діяльністю \| \| Рік \| 2002 р. \| 2001 р. \| \| ------------------------------------------------------------- \| ------------------------------------------------------------- \| ------------------------------------------------------------- \| \| Гуртова торгівля \| 15,6 % \| 16,1 % \| \| Готелі та готельний бізнес \| 18,8 % \| 16,1 % \| \| Транспорт та зв'язок \| 21,9 % \| 19,4 % \| \| Посередницькі фінансові послуги \| 0 % \| 0 % \| \| Послуги підприємствам \| 3,1 % \| 3,2 % \| \| Послуги фізичним особам \| 28,1 % \| 32,3 % \| \| Нерухомість та ін. \| 12,5 % \| 12,9 % \| \| Усього підприємств \| 32 \| 31 \| |         |         |
| Підприємства міста, що працюють у сфері послуг, за діяльністю |         |         |
| Рік | 2002 р. | 2001 р. |
| Гуртова торгівля | 15,6 %  | 16,1 %  |
| Готелі та готельний бізнес | 18,8 %  | 16,1 %  |
| Транспорт та зв'язок | 21,9 %  | 19,4 %  |
| Посередницькі фінансові послуги | 0 %     | 0 %     |
| Послуги підприємствам | 3,1 %   | 3,2 %   |
| Послуги фізичним особам | 28,1 %  | 32,3 %  |
| Нерухомість та ін. | 12,5 %  | 12,9 %  |
| Усього підприємств | 32      | 31      |

## Житловий фонд
У 2001 р. 6,7 % усіх родин (домогосподарств) мали житло метражем до 59 м2, 13,5 % — від 60 до 89 м2, 39,4 % — від 90 до 119 м2 і 40,4 % — понад 120 м2.
З усіх будівель у 2001 р. 17,1 % було одноповерховими, 67,9 % — двоповерховими, 15 % — триповерховими, 0 % — чотириповерховими, 0 % — п'ятиповерховими, 0 % — шестиповерховими,
0 % — семиповерховими, 0 % — з вісьмома та більше поверхами.

## Автопарк
| \| Автомобілі, зареєстровані у місті, за призначенням \| Автомобілі, зареєстровані у місті, за призначенням \| Автомобілі, зареєстровані у місті, за призначенням \| \| Рік \| 2006 р. \| 2005 р. \| \| -------------------------------------------------- \| -------------------------------------------------- \| -------------------------------------------------- \| \| Приватні автомобілі \| 52,2 % \| 53,4 % \| \| Мотоцикли \| 9,5 % \| 9,3 % \| \| Вантажівки \| 30,1 % \| 29,8 % \| \| Трактори \| 0,7 % \| 0,7 % \| \| Автобуси та ін. \| 7,5 % \| 6,8 % \| \| Усього автомобілів \| 452 шт. \| 440 шт. \| |         |         |
| Автомобілі, зареєстровані у місті, за призначенням |         |         |
| Рік | 2006 р. | 2005 р. |
| Приватні автомобілі | 52,2 %  | 53,4 %  |
| Мотоцикли | 9,5 %   | 9,3 %   |
| Вантажівки | 30,1 %  | 29,8 %  |
| Трактори | 0,7 %   | 0,7 %   |
| Автобуси та ін. | 7,5 %   | 6,8 %   |
| Усього автомобілів | 452 шт. | 440 шт. |

## Вживання каталанської мови
У 2001 р. каталанську мову у місті розуміли 95,4 % усього населення (у 1996 р. — 99,6 %), вміли говорити нею 90,6 % (у 1996 р. — 91,3 %), вміли читати 83,7 % (у 1996 р. — 89,8 %), вміли писати 61,9 % (у 1996 р. — 46,2 %). Не розуміли каталанської мови 4,6 %.

## Політичні уподобання
У виборах до Парламенту Каталонії у 2006 р. взяло участь 164 особи (у 2003 р. — 180 осіб). Голоси за політичні сили розподілилися таким чином:
| \| Вибори до Парламенту Каталонії \| Вибори до Парламенту Каталонії \| Вибори до Парламенту Каталонії \| \| Рік \| 2006 р. \| 2003 р. \| \| -------------------------------------- \| ------------------------------ \| ------------------------------ \| \| Конвергенція та Єднання (CiU) \| 51,2 % \| 53,3 % \| \| Соціалістична партія Каталонії (PSC) \| 12,8 % \| 13,9 % \| \| Народна партія (PP) \| 4,3 % \| 3,9 % \| \| Ініціатива за Каталонію — Зелені (ICV) \| 6,7 % \| 6,1 % \| \| Республіканська лівиця Каталонії (ERC) \| 20,1 % \| 21,1 % \| \| Громадяни — Громадянська партія (C's) \| 1,2 % \| 0 % \| \| Інші \| 3,7 % \| 1,7 % \| |         |         |
| Вибори до Парламенту Каталонії |         |         |
| Рік | 2006 р. | 2003 р. |
| Конвергенція та Єднання (CiU) | 51,2 %  | 53,3 %  |
| Соціалістична партія Каталонії (PSC) | 12,8 %  | 13,9 %  |
| Народна партія (PP) | 4,3 %   | 3,9 %   |
| Ініціатива за Каталонію — Зелені (ICV) | 6,7 %   | 6,1 %   |
| Республіканська лівиця Каталонії (ERC) | 20,1 %  | 21,1 %  |
| Громадяни — Громадянська партія (C's) | 1,2 %   | 0 %     |
| Інші | 3,7 %   | 1,7 %   |

У муніципальних виборах у 2007 р. взяло участь 194 особи (у 2003 р. — 187 осіб). Голоси за політичні сили розподілилися таким чином:
| \| Муніципальні вибори \| Муніципальні вибори \| Муніципальні вибори \| \| Рік \| 2007 р. \| 2003 р. \| \| -------------------------------------- \| ------------------- \| ------------------- \| \| Конвергенція та Єднання (CiU) \| 45,4 % \| 67,4 % \| \| Соціалістична партія Каталонії (PSC) \| 12,4 % \| 32,6 % \| \| Народна партія (PP) \| 0 % \| 0 % \| \| Ініціатива за Каталонію — Зелені (ICV) \| 0 % \| 0 % \| \| Республіканська лівиця Каталонії (ERC) \| 12,9 % \| 0 % \| \| Громадяни — Громадянська партія (C's) \| 0 % \| 0 % \| \| Інші \| 29,4 % \| 0 % \| |         |         |
| Муніципальні вибори |         |         |
| Рік | 2007 р. | 2003 р. |
| Конвергенція та Єднання (CiU) | 45,4 %  | 67,4 %  |
| Соціалістична партія Каталонії (PSC) | 12,4 %  | 32,6 %  |
| Народна партія (PP) | 0 %     | 0 %     |
| Ініціатива за Каталонію — Зелені (ICV) | 0 %     | 0 %     |
| Республіканська лівиця Каталонії (ERC) | 12,9 %  | 0 %     |
| Громадяни — Громадянська партія (C's) | 0 %     | 0 %     |
| Інші | 29,4 %  | 0 %     |